# Il mondo va avanti
Il mondo va avanti (The World Moves On) è un film drammatico statunitense del 1934 diretto da John Ford.